# Доксорубіцин
Доксорубіцин — лікарський препарат, що взаємодіє з ДНК і широко використовувається в хімієтерапії. Це — антрацикліновий антибіотик, що структурно нагадує дауноміцин і також інтеркалює в молекулу ДНК. Зокрема, він використовується при гострому мієлоїдному лейкозі (ГМЛ), гострому лімфобластному лейкозі (ГЛЛ), хронічному мієлоцитарному лейкозі (ХМЛ) і саркомі Капоші. Він використовується шляхом ін’єкцій у вену. Також існує ліпосомальний препарат, знаний як ліпосомальний даунорубіцин.
Даунорубіцин відноситься до групи антрациклінових препаратів. Він працює частково шляхом блокування функції топоізомерази II.
Доксорубіцин був схвалений для медичного використання в США в 1974 році. Він входить до списку основних лікарських засобів Всесвітньої організації охорони здоров’я. Також доступні версії пегільовані та ліпосомні; однак вони дорожчі. Спочатку він був виділений з бактерій типу Стрептоміцети.

## Медичне використання
В ЄС доксорубіцин пегільований ліпосомальний (як Caelyx) рекомендовано для лікування раку молочної залози, раку яєчників і пов’язаної зі СНІДом саркоми Капоші. Його рекомендовано для лікування множинної мієломи в комбінації з бортезомібом які також вводять шляхом внутрішньовенних ін’єкцій. Доксорубіцину гідрохлорид (у вигляді Myocet liposomal) рекомендовано для лікування раку молочної залози в комбінації з циклофосфамідом.
Доксорубіцин зазвичай використовується для лікування деяких видів лейкемії та лімфоми Ходжкіна, а також рак молочної залози, шлунка, матки, яєчників, сечового міхура, рак легенів, щитоподібної залози, саркоми м'яких тканин, множинної мієломи та інших. Зазвичай використовуються схеми, що містять доксорубіцин, AC (адриаміцин, циклофосфамід), TAC (таксотер, AC), ABVD (адриаміцин, блеоміцин, вінбластин, дакарбазин), BEACOPP, CHOP (циклофосфамід, гідроксилдаунорубіцил, вінкристин, преднізон) і FAC (5-фторурацил), адріаміцин, циклофосфамід).
Доксил використовується переважно для лікування раку яєчників, якщо хвороба прогресувала або рецидивувала після хіміотерапії на основі платини, або для лікування саркоми Капоші, пов’язаної зі СНІДом.

## Механізм дії

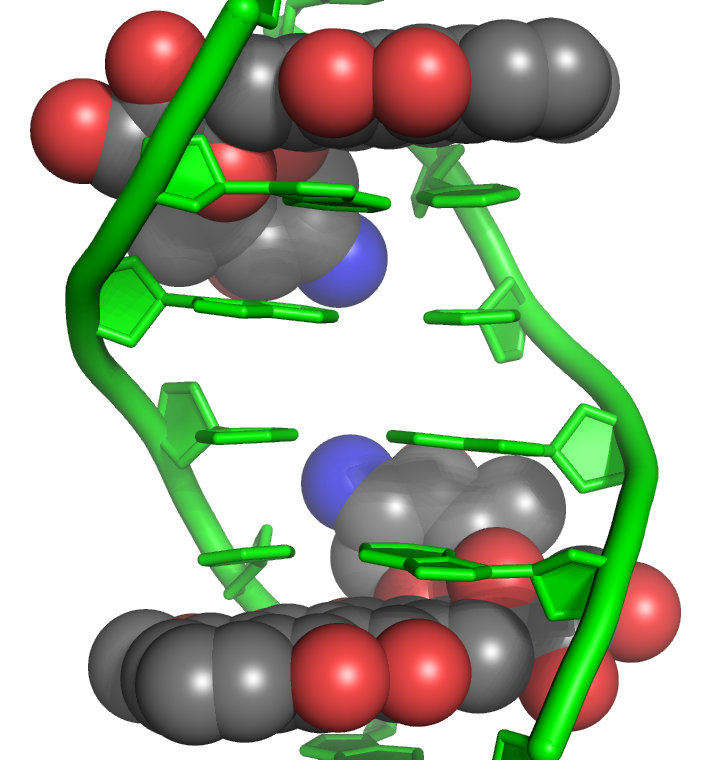
Доксорубіцин як інтеркалюючий агент. Дві молекули доксорубіцину вбудовані в ДНК.

Доксорубіцин взаємодіє з ДНК шляхом інтеркаляції та інгібування макромолекулярного біосинтезу. Це пригнічує прогресування топоізомерази II, ферменту, який розслаблює суперспіралі в ДНК для транскрипції. Доксорубіцин стабілізує комплекс топоізомерази II після того, як він розриває ланцюг ДНК для реплікації, запобігаючи вивільненню подвійної спіралі ДНК і тим самим зупиняючи процес реплікації. Він також може збільшити виробництво вільних радикалів хінонового типу, що сприяє його цитотоксичності.
Плоска ароматична хромофорна частина молекули вставляється між двома парами основ ДНК, тоді як шестичленний цукор-даунозамін знаходиться в незначній борозенці та взаємодіє з фланкуючими парами основ безпосередньо поруч із сайтом інтеркаляції, про що свідчить декілька кристалічних структур.
Шляхом інтеркаляції доксорубіцин також може індукувати виведення гістону з транскрипційно активного хроматину. В результаті реакція на пошкодження ДНК, епігеном і транскриптом дерегулюються в клітинах, які зазнали впливу доксорубіцину.

## Протипоказання
Використання під час вагітності може завдати шкоди плоду.

## Побічні ефекти
Поширені побічні ефекти включають випадання волосся, блювання, пригнічення кісткового мозку та запалення внутрішньої частини рота, захворювання серця та відмирання тканин у місці ін’єкції.
Можливі також:
- гострий лімфобластний лейкоз та гострий мієлобластний лейкоз, лейкопенія, нейтропенія, анемія, тромбоцитопенія;
- гарячка, інфекції, сепсис/септицемія, септичний шок, кровотеча, тканинна гіпоксія, смерть;
- анафілаксія;
- анорексія, дегідратація, гіперурикемія;
- кон'юнктивіт/кератит, сльозотеча;
- кардіотоксичність тахіаритмія, а/в блокада, блокада ніжок пучка Гіса, асимптоматичне зменшення фракції викиду лівого шлуночка, застійна серцева недостатність; тахікардія, в тому числі надшлуночкової тахікардії, зміни на ЕКГ;
- тромбофлебіт, флебосклероз, тромбоемболія, приливи крові, шок;
- тромбофлебіт в місці ін'єкції, реакції у місці внутрішньовенного введення, тяжкий целюліт, хроматурія;
- нудота, блювання, мукозит/стоматит, гіперпігментація слизової оболонки рота, езофагіт, абдомінальний біль, ерозія слизової оболонки шлунка, ШКК, діарея, коліт;
- зміни рівнів трансаміназ; алопеція, у тому числі припинення росту бороди, висип на шкірі/свербіж, місцева токсичність, зміни шкіри, гіперпігментація шкіри та нігтів, фоточутливість, гіперчутливість до опроміненої шкіри, кропив'янка, акральна еритема (долонно-підошовний синдром), дизестезія долонь та підошв;
- при в/міхуровому введенні-гематурія, симптоми подразнення міхура, відчуття печіння в ділянці сечового міхура та при сечовипусканні, дизурія, утруднене сечовипускання та полакіурія, геморагічний цистит, некроз стінки сечового міхура;
- аменорея, олігоспермія та азооспермія;
- нездужання, астенія, з циклофосфамідом для лікування ранніх метастазів раку молочної залози в аксилярні лімфатичні вузли, втрата ваги[21]

## Синоніми
Гідроксилдаунорубіцил, Адріаміцин (Adriamycin), Caelyx, Myocet; Доксил